# بوستوریا
بوستوریا (به اسپانیایی: Busturia) یک دهستان در اسپانیا است که در Busturialdea واقع شده‌است. بوستوریا ۱۹٫۶۳ کیلومتر مربع مساحت و ۱٬۶۹۳ نفر جمعیت دارد و ۲۰ متر بالاتر از سطح دریا واقع شده‌است.